# 三橋美智也 古賀メロディーを歌う
「三橋美智也 古賀メロディーを歌う」（みはしみちや こがメロディーをうたう）は、1975年にリリースされた三橋美智也のスタジオ・アルバム。

## 解説
- 三橋が古賀政男作曲のヒットソングをカバーしたものであり、全14曲中9曲は古賀が創設に参画した明治大学マンドリン倶楽部出身の小町昭がアレンジを担当。
- 古賀が生誕100年を迎えた2003年にはCD化されている。

## 収録曲
全14曲 作曲:古賀政男 

### 第1面
1. 影を慕いて（オリジナル歌手・藤山一郎）
  - 作詞:古賀政男／編曲:江口浩司
2. 男の純情（オリジナル歌手・藤山一郎）
  - 作詞:佐藤惣之助／編曲:小町昭
3. 丹下佐膳の唄（オリジナル歌手・楠木繁夫）
  - 作詞:佐藤惣之助／編曲:小町昭
4. 緑の地平線（オリジナル歌手・楠木繁夫）
  - 作詞:佐藤惣之助／編曲:小町昭
5. 慈悲心鳥の唄（オリジナル歌手・楠木繁夫）
  - 作詞:佐藤惣之助／編曲:小町昭
6. 人生の並木路（オリジナル歌手・ディック・ミネ）
  - 作詞:佐藤惣之助／編曲:小町昭
7. 人生劇場（オリジナル歌手・楠木繁夫、村田英雄）
  - 作詞:佐藤惣之助／編曲:江口浩司

### 第2面
1. 酒は涙か溜息か（オリジナル歌手・藤山一郎）
  - 作詞:高橋掬太郎／編曲:小町昭
2. 女の階級（オリジナル歌手・楠木繁夫）
  - 作詞:島田磬也／編曲:小町昭
3. 愛の小窓（オリジナル歌手・ディック・ミネ）
  - 作詞:佐藤惣之助／編曲:江口浩司
4. 新妻鏡（オリジナル歌手・霧島昇&二葉あき子、島倉千代子）
  - 作詞:佐藤惣之助／編曲:小町昭
5. 白虎隊（オリジナル歌手・霧島昇）
  - 作詞:島田磬也／編曲:小町昭
6. 青春日記（オリジナル歌手・藤山一郎）
  - 作詞:佐藤惣之助／編曲:西脇功
7. 誰か故郷を想わざる（オリジナル歌手・霧島昇）
  - 作詞:西條八十／編曲:高田弘